# Cymothoe hecataea
Cymothoe hecataea är en fjärilsart som beskrevs av William Chapman Hewitson 1877. Cymothoe hecataea ingår i släktet Cymothoe och familjen praktfjärilar. Inga underarter finns listade i Catalogue of Life.